# Сухой Сот
Сухой Сот — деревня в Думиничском районе Калужской области. Одна из старейших деревень на территории Думиничского района.

## История
Впервые упоминается как выслуженная вотчина мещовского воеводы Аристарха Андреевича Яковлева, умершего в 1634 г.
Аристарх Яковлев был женат четырежды, что православной церковью не приветствовалось. Поэтому в 1654 г., через 20 лет после смерти воеводы, его дочь от первого брака Акулина Аристарховна Быкова прошением к патриарху отсудила деревню Сухой Сот на Выборовском колодезе, а в ней пашни и перелогу 50 четей и по переписным книгам 8 дворов крестьянских, у своих единокровных братьев Романа и Кирила, сыновей Аристарха от 4-й жены, в пользу сына своего Дмитрия Ивановича Быкова.
В 1782 деревня Сухой Сот, в ней 94 двора, 204 человека крестьян обоего пола, 1144 десятины леса, пашни и сенокосов числятся за Дмитрием Петровым сыном Домогацким. Это, вероятно, сын Петра Васильевича Домогацкого, упоминаемого в 1766 году и внук капитана Василия Никифоровича Домогацкого, упоминаемого в 1730 г.
Во второй пол 19 века — владение промышленника С.И. Мальцова.
В 1913 г. в Сухом Соте числилось населения 257 человек.
Во время войны Сухой Сот находился в оккупации с 5 октября 1941 по 7 января 1942 года.
С июля 1942 по март 1943 в районе Сухой Сот — Кочуково — Баранково — Воймирово базировался 9-й танковый корпус.
Начиная с 1930-х и до начала 1970-х в деревне была своя школа-четырехлетка.
Колхоз в Сухом Соте назывался «Труд», в 1950 присоединен к сягловскому колхозу «Октябрь» (с 1962 — «Мир»). Сухосотская животноводческая ферма ликвидирована в конце 1980-х.

## Население
| 2002 | 2010 |
| ---- | ---- |
| 15   | ↘11  |